# Ecionemia baculifera
Ecionemia baculifera är en svampdjursart som först beskrevs av James Barrie Kirkpatrick 1903.  Ecionemia baculifera ingår i släktet Ecionemia och familjen Ancorinidae. Inga underarter finns listade i Catalogue of Life.